# Angelina Armani
Angelina Armani (Brooklyn, 18 novembre 1987) è un'ex attrice pornografica statunitense.

## Biografia
Dopo essere apparsa in alcune pubblicazioni, la Armani ha firmato col la Digital Playground nell'ottobre del 2008. Ha poi lasciato la compagnia sei mesi dopo. Ha anche partecipato alla sitcom Funny or Die nell'episodio intitolato "Designated Driver".
Secondo il sito IAFD, la sua carriera di attrice si è svolta negli anni dal 2008 al 2012
.

## Riconoscimenti
- 2009 Nightmoves Best New Starlet[7]
- 2010 AVN Award nomination – Best New Starlet[8]
- 2010 XBIZ Award nomination – New Starlet of the Year[9]
- 2010 XRCO Award nomination – New Starlet[10]

## Filmografia
- Angelina Armani: The Big Hit (2008)
- Barely Legal 87 (2008)
- Barely Legal Boot Camp: Class of '08 (2008)
- Bound To Please 5 (2008)
- Casey Parker's School's Out (2008)
- Fuck My Mom And Me 5 (2008)
- I Love Blondes (2008)
- Manaconda 3 (2008)
- POV Casting Couch 25 (2008)
- Trade School Sluts (2008)
- You And Me POV (2008)
- Angelina Armani: Overcome (2009)
- Bad Girls 2 (2009)
- Grand Theft Orgy 2 (2009)
- Handjob Winner 1 (2009)
- Mikayla's Mind (2009)
- Naughty Nannies (2009)
- New Trick Chicks Totally Un-Cut (2009)
- Not Monday Night Football XXX (2009)
- Pornstar Workout 2 (2009)
- Reform School Girls 5 (2009)
- Shameless Amateurs 3 (2009)
- Starlets (2009)
- Teachers (2009)
- TV's Greatest Parody Hits (2009)
- You and Us (2009)
- Bad Girls 5 (2010)
- Bare Naked Bondage (2010)
- Bonny and Clide (2010)
- Deal Closers (2010)
- First Time (2010)
- Girl a Boy and a Toy (2010)
- Glamour Girls 3 (2010)
- Hitch Hikers (2010)
- Lies (2010)
- Pussy Eating Club 1 (2010)
- Swallow This 16 (2010)
- Teens For Cash 18 (2010)
- Tight Ropes on Sexy Bodies (2010)
- Trophy Wives (2010)
- My Girlfriend's Mother 1 (2011)
- Chromeskull: Laid to Rest 2, regia di Robert Hall (2011)
- Teen Glory (2011)
- Deep Throat This 53 (2012)
- Time For Group Sex (2012)
- La metamorfosi del male (Wer) (2013)